# Kazaam – Der Geist aus der Flasche
Kazaam – Der Geist aus der Flasche (Originaltitel: Kazaam) ist eine US-amerikanische Fantasy-Komödie aus dem Jahr 1996. Sie handelt von einem Jungen, der in einem alten Radiorekorder einen 5000-jährigen Flaschengeist findet. Während der Junge versucht, sich mit Hilfe des Geistes mit seinem Vater zu versöhnen, startet sein neuer Freund eine Karriere als Rapper.
Die Hauptrolle wurde mit dem damals populären Basketballspieler Shaquille O’Neal besetzt, der sich zum Drehzeitpunkt neben der Schauspielerei wie in der Handlung auch im Nebenberuf der Rap-Musik zuwandte. Regie führte der Schauspieler Paul Michael Glaser, der zudem die Idee zur Handlung hatte.
Der Film wurde in den Vereinigten Staaten am 17. Juli 1996 in den Kinos veröffentlicht. In Deutschland war er nicht in den Kinos zu sehen, kam allerdings später auf VHS und DVD heraus, Wiederholungen der Produktion sind seit 2001 unregelmäßig im deutschen Fernsehen zu sehen. In den USA wurde Kazaam von Filmkritikern verrissen, die vor allem die Handlung kritisierten, O’Neals Spiel stieß auf eine gemischte bis positive Resonanz.
In der Gegenwart wird der Film in den Vereinigten Staaten oft in Bezug auf eine im Internet populäre Theorie erwähnt, nach der es eine thematisch ähnliche Produktion mit dem Titel Shazaam aus demselben Jahrzehnt geben soll. Für diese These, die vom vermeintlichen Hauptdarsteller Sinbad mehrmals widerlegt wurde, gibt es allerdings bis auf Handlungs-Beschreibungen von Personen, die den Film gesehen haben sollen, keine Beweise.

## Handlung
Nachdem ein verlassenes Haus von einer Abrissbirne teilweise zerstört wird, landet eine Wunderlampe, die sich dort jahrelang befand, auf einem alten Radiorekorder. Der in der Lampe wohnende Geist beschließt, von nun an im Radiorekorder zu leben. In der Zwischenzeit bekommt der 12-jährige Max Connor in der Schule Ärger, als ihn mehrere Mitschüler auf der Toilette angreifen. Er flüchtet aus dem Gebäude und versteckt sich in der Ruine, wo er versehentlich den Geist aus dem Radiorekorder befreit. Dieser stellt sich als 5000 Jahre alter Kazaam vor, der Max nun unterworfen sei. Als Max einen Beweis für diese Behauptung verlangt, lässt sich Kazaam selbst verschwinden.
Kurz darauf sieht Max auf dem Nachhauseweg von weitem seinen Vater, der die Familie vor zehn Jahren verließ. Als er zuhause ankommt, erfährt er, dass seine Mutter Alice ihren neuen Lebensgefährten, den Feuerwehrmann Travis, heiraten will. Max lehnt ihn offen ab, als Alice ihn dafür kritisiert, erwidert Max, dass sie ihn bezüglich des Aufenthaltsorts seines Vaters angelogen hat. Danach macht sich Max auf die Suche nach diesem, um sich mit ihm zu versöhnen. Er trifft dabei erneut auf Kazaam, der ihn dazu drängt, sich etwas zu wünschen, was Max ablehnt. Kurz darauf findet er seinen Vater Nick, der, wie sich herausstellt, als Agent für raubkopierte Musik arbeitet. Nick freut sich, Max wiederzusehen, und schenkt ihm Backstage-Karten für ein Konzert in einem Nachtclub, für dessen Besitzer Malik er regelmäßig Künstler anwirbt.
Nach dem Treffen mit Nick unterhält sich Max mit Kazaam über das angespannte Verhältnis zu seinem Vater, anschließend liefern sich beide ein Fahrradrennen. Schließlich überzeugt Kazaam Max davon, sich vom Himmel fallendes Fast Food zu wünschen, der danach noch zwei Wünsche frei hat. Abends gehen die beiden auf das Konzert, bei dem Max Kazaam dazu bringt, als Rapper auf die Bühne zu treten. Malik merkt schnell, dass Kazaam ein Flaschengeist ist, und will ihn mit Nicks Hilfe unter seine Kontrolle bringen. Am nächsten Tag kommt Kazaam zu Max nach Hause und gibt sich als dessen Nachhilfelehrer aus.
Später gesteht Max Kazaam, dass er keine richtige Verbindung zu Nick aufbauen kann. Kazaam will zunächst vom Thema ablenken und rappt über seine Vergangenheit, als Max sich eine Versöhnung seiner Eltern wünscht. Kazaam weist ihn darauf hin, dies nicht erfüllen zu können, da derartige Wünsche nur einem Dschinn vorenthalten seien. Als Max am nächsten Tag sieht, wie Nick von Maliks Leuten verprügelt wird, weil er Kazaams Demoband verloren hat, das von Max entwendet wurde, wünscht dieser sich von Kazaam ein zweites Band. Weil Max Kazaam nicht sagen will, warum er seinen zweiten Wunsch vermeintlich verschwendet, kommt es zum Streit zwischen den beiden. Nach der Schule wird Max von Nick abgeholt, der von ihm das Band zurückfordert, weswegen Max glaubt, sich nie mehr mit ihm versöhnen zu werden. In der Nacht werden Max und Nick von Malik entführt, der den Radiorekorder an sich und somit die Kontrolle über Kazaam übernimmt. Nachdem Malik Max einen Fahrstuhlschacht herunter schubst, gelingt es Kazaam, sich seinem neuen Herrn zu widersetzen.
Kazaam verwandelt Malik in einen Basketball und wirft ihn in einen Müllschlucker, als er Max’ leblosen Körper findet. Kazaam trauert um seinen Freund, worauf er sich in einen Dschinn verwandelt, Max wieder zum Leben erweckt und dessen Wunsch erfüllt, seinem Vater eine zweite Chance zu geben. Kazaam, der als Dschinn nun frei ist, verabschiedet sich von Nick, der daraufhin von Travis aus dem brennenden Gebäude befreit wird. Nick entschuldigt sich bei Max für seine Verfehlungen, lässt sich widerstandslos von der Polizei mitnehmen und verspricht seinem Sohn, nach seiner Freilassung Zeit mit ihm verbringen zu werden. Schließlich sieht Max Kazaam vorbeigehen, der seine neue Freiheit genießt und von seiner Freundin Asia aufgefordert wird, sich eine Arbeit zu suchen.

## Produktion
Die Idee zu Kazaam stammt vom Schauspieler Paul Michael Glaser, der in den 1990er Jahren auch bei einigen Spielfilmen als Regisseur fungierte. Kurz nach dem Tod seiner Ehefrau wollte er mit seinem Sohn Jake Glaser ein NBA All-Star Game besuchen, wobei ein Freund der Familie für den Jungen ein Treffen mit dem populären Spieler Shaquille O’Neal organisierte, der damals gelegentlich vor die Kamera trat. Paul Michael Glaser wurde von seinem Bekannten gefragt, ob er über eventuelle, für O’Neal geeignete Filmrollen im Sommer Bescheid wisse. Glaser verneinte zwar, bemerkte aber, dass eine Rolle als Flaschengeist für den Spieler perfekt wäre. Er entwickelte diese Idee weiter und präsentierte sie nach dem Spiel O’Neal, für den er, da dieser sich damals auch als Rapper versuchte, ein Rap-Musical vorsah. Der Zeitplan für die gesamte Präproduktionsphase und die Dreharbeiten gestaltete sich mit zehn Wochen sehr knapp, weil der Spieler nach diesem Zeitraum wieder sein Profi-Trainingscamp beziehen musste. O’Neal verkörperte nicht nur die Hauptfigur, sondern finanzierte die Produktion als Executive Producer mit.
Der Film wurde bald darauf von Warner Bros. Entertainment gekauft, da das Studio bereits eine Produktion mit Michael Jordan in der Hauptrolle plante und keine Konkurrenz an den Kinokassen haben wollte. Als Drehbuchautoren wurde auf Glasers Wunsch das Duo Christian Ford und Roger Soffer engagiert, die ihm von einer Freundin empfohlen wurden, die Soffer kannte. In der Hauptrolle besetzte Glaser nach einer persönlichen Begegnung den Nachwuchsdarsteller Francis Capra, der wie seine Figur auch zu seinem Vater eine kaum existierende Beziehung hatte. Capra kannte zudem O’Neal nicht und hielt ihn zunächst für einen Football-Spieler. Glaser arrangierte deswegen ein Treffen der beiden und konnte das Studio, das Capra zunächst ablehnte, schließlich davon überzeugen, ihn in der Rolle zu verpflichten. John Costelloe, der in Kazaam einen Feuerwehrmann darstellte, übte diesen Beruf zum Drehzeitpunkt auch in der Wirklichkeit aus. Im Lauf der Produktionsphase erwarb die zu Disney gehörende Produktionsfirma Touchstone Pictures die Rechte am Film.
Mehrere Produktionsmitglieder beschrieben die Dreharbeiten im Nachhinein als chaotisch. Dies habe nicht nur am engen Zeitplan, sondern auch an Glasers damaliger seelischer Verfassung gelegen. Nach dem Tod seiner Ehefrau plante er, einen ihm sehr wichtigen, äußerst emotionalen Film zu drehen. Auf diese Weise wollte er, so Ford und Soffer, seinem Sohn im übertragenen Sinn eine zweite Chance und sich selbst neuen Lebensmut geben. Allerdings habe der Produktionsfirma Interscope dieser Ansatz missfallen, die sich laut den Drehbuchautoren stattdessen vor allem auf die nach Ansicht der Verantwortlichen lukrative Berühmtheit O’Neals konzentrieren und Glasers Vision auf eine sehr konventionelle Art und Weise umsetzen wollte. Ford und Soffer hätten daher versucht, eine Balance zwischen Glasers Sentimentalität und dem vom Studio erwünschten, lockeren Humor zu finden. So wollten sie möglichst ausgefallene Wünsche in die Handlung einbauen, was ihnen jedoch untersagt worden wäre. Wegen dieser kreativen Meinungsverschiedenheiten seien Glaser, Ford und Soffer sogar entlassen, aber noch am selben Tag wieder eingestellt worden. Aufgrund des Zeitplans hätten die Dreharbeiten trotz der Streitigkeiten in Bezug auf das Drehbuch so schnell wie möglich stattgefunden, was eine tonale Unausgeglichenheit des fertigen Films zur Folge gehabt hätte.

## Veröffentlichung
Kazaam kam am 17. Juli 1996 in die US-amerikanischen Kinos. Der Film war in den Vereinigten Staaten ein Flop und spielte bei Produktionskosten von knapp 19 Millionen Dollar nur 20 Millionen Dollar wieder ein. Ein Grund hierfür könnten die Filme Aladdin und der König der Diebe sowie Space Jam sein, die zeitlich nah an der Veröffentlichung von Kazaam in den Kinos erschienen. In Deutschland war der Film nicht im Kino zu sehen, wurde einige Jahre darauf aber als VHS-Kassette und später auch auf DVD veröffentlicht. Die deutsche Fernsehpremiere fand am 6. Mai 2001 auf ProSieben statt, seitdem werden in unregelmäßigen Abständen auf mehreren Sendern Wiederholungen der Produktion ausgestrahlt, unter anderem RTL II und Super RTL.

## Rezeption
In der Internet Movie Database erreichte der Film eine Bewertung von 3,0 von zehn Sternen basierend auf 24.009 abgegebenen Stimmen. Auf Rotten Tomatoes ergibt sich ein Kritiker-Wert von nur fünf Prozent basierend auf 37 Kritiken sowie eine Zuschauer-Wertung von 20 Prozent basierend auf über 25.000 Stimmen. Bei Metacritic beträgt die Kritiker-Bewertung 24 basierend auf 14 Kritiken, der Zuschauer-Wert 5,7 basierend auf 55 Stimmen.

### Kritikerstimmen
Roger Ebert beschrieb Kazaam als Bilderbuchbeispiel für eine Produktion, die nur Geld mit jungen Zuschauern machen wolle. Das Problem sei dabei nicht O’Neal, der durchaus Talent habe, sondern der kreative Bankrott des klischeebehafteten Drehbuchs mit veraltetem Konzept. Die Bösewichte wirkten für einen Fantasy-Film zu real, die Action-Szenen zu gewöhnlich. Auch der Flaschengeist sei aufgrund der Unbegrenztheit seiner Kräfte langweilig, weswegen Kazaam letztlich weder ältere noch jüngere Kinder anspreche. Esther Iverem schrieb in der The Washington Post, dass die Hauptfiguren Max und Alice nicht tiefgründig genug seien, weswegen sich das Publikum auch kaum mit ihnen identifizieren könne. Zudem konzentriere sich die Handlung nicht genug auf die Hip-Hop-Szenen, die einige der wenigen unterhaltenden seien. Höchstens jüngere Zuschauer mochten vielleicht einige der Spezialeffekte oder das vom Himmel fallende Fast Food, zudem wisse O’Neal nicht, ob seine Figur als Mentor, Rapper oder unterwürfiger Diener agieren solle. Für David Armstrong in der San Francisco Chronicle sei der Film zwar altmodisch und ähnle an einigen Stellen beispielsweise einer Screwball-Komödie. Allerdings habe er auch positive Aspekte, so seien die Effekte zwar durchwachsen, die Kameraführung dafür gelungen. O’Neal spiele in seiner Rolle sympathisch, sei als Rapper kompetent und stelle sich mutig den nicht gerade erlesenen Dialogen.
Der Filmdienst befand, dass Kazaam ein trickreicher, akzeptabel fotografierter Film sei, der an seinen psychologischen Bemühungen kläglich scheitere. O’Neal mache im Gegensatz zum Totalausfall Capra eine gute Figur. Die Cinema beschrieb den Film als albern-bunten Aladin-Verschnitt sowie trickreiches, aber wenig magisches Märchen. Laut Kino.de stehle der charismatische O’Neal als Flaschengeist die Show und trage den Film auch, dessen Effekte ordentlich ausfielen. Nach dem Ausschöpfen der emotionalen Möglichkeiten werde die Produktion zu überspitzter Haudrauf-Action, zudem müsse O’Neal in kitschigen Kostümen dramatische New-Age-Weisheiten von sich geben. Diese Mischung aus Fantasy, Komödie, Melodram, Musik und Action sei bestenfalls unrund.

### O’Neals Meinung
Auf die Frage nach seiner gegenwärtigen Meinung von Kazaam antwortete O’Neal in einem Interview mit GQ 2012, dass er früher ein straffälliger Jugendlicher aus der Newarker Mittelschicht gewesen sei, der schon immer einen Film drehen wollte. Als ihm jemand 1996 sieben Millionen Dollar für die Hauptrolle in einer Flaschengeist-Produktion anbot, habe er schlecht nein sagen können. Fünf Jahre später erklärte O’Neal gegenüber Business Insider, dass Kazaam ein einfacher Kinderfilm sei und nur wegen seiner Mitwirkung von Kritikern wie Ebert und Gene Siskel professionell analysiert wurde. Er habe lediglich die Chance genutzt, eine Produktion für Kinder zu drehen; ihm sei es nie darum gegangen, wichtige Filmpreise wie den Oscar zu gewinnen. Als früherer Bewohner einer Sozialbausiedlung in Newark hätte er eine Spielfilm-Hauptrolle gleich der Qualität des Drehbuchs immer angenommen und sei zudem mit der Höhe seiner damaligen Gage zufrieden gewesen. Er akzeptiere negative Meinungen von Kazaam vollkommen und wolle auch nicht versuchen, sich im Bezug auf sein Schauspiel zu rehabilitieren.

## Shazaam
Im Internet, insbesondere auf Reddit, beschreiben seit den 2010er Jahren etliche Personen, die in den 1990ern Kinder oder Jugendliche waren, Erinnerungen an eine nicht existierende Komödie mit dem Titel Shazaam. In dieser gehe es um einen von Sinbad gespielten, tollpatschigen Flaschengeist, der mit zwei Kindern Abenteuer erlebt, die ihn unter anderem auffordern, ihre getrennt lebenden Eltern wiederzuvereinen. Das VHS-Cover soll einen lila Hintergrund haben, den Titel in großflächigen Buchstaben sowie die Hauptfigur mit verschränkten Armen neben einem Jugendlichen zeigen. Da die Beschreibungen der Handlung sowie des Filmplakats starke Ähnlichkeiten zu denen von Kazaam aufweisen, werden die Betroffenen oft auf eine mögliche falsche Erinnerung an besagten Film angesprochen. Allerdings antworten viele dieser Personen hierauf, beide Produktionen gesehen zu haben beziehungsweise Kazaam für eine Kopie, Remake oder Twin Film von Shazaam zu halten. Letzterer Begriff bezeichnet zwei thematisch ähnliche Produktionen, die kurz nacheinander in den Kinos veröffentlicht werden, beispielsweise Antz und Das große Krabbeln.
Sinbad selbst erklärte auf seinem offiziellen Twitter-Kanal, nie einen Film mit dem Titel Shazaam gedreht zu haben. In anderen Tweets erklärte er ironisch, fast alle Kassetten des Films aus Scham vor seinen darstellerischen Fähigkeiten zerstört haben zu lassen und die Besitzer der wenigen übrigen Aufnahmen im Visier zu haben. Am 1. April 2017 veröffentlichte die Comedy-Produktionsfirma College Humor ein YouTube-Video mit Sinbad in der Hauptrolle, das aus Szenen der vermeintlich verschollenen Produktion bestand. Auch die Kinder des Komikers dementierten die Existenz der Produktion öffentlich und merkten an, dass ihr Vater oft mit O’Neal verwechselt werde.
Eine mögliche Erklärung für die Konfabulation ist ein von Sinbad im Jahr 1994 moderierter Fernseh-Marathon von mehreren Sindbad-Filmen, während dem er für einen Flaschengeist typische Kleidung (Turban, weißes Gewand mit Weste) trug. Zudem ist auf einigen VHS-Kassetten von Mr. Präsident Junior mit Sinbad in der Hauptrolle ein Trailer für Kazaam zu sehen. Des Weiteren weisen zwei Programme aus den 1990ern, aus denen Kazaam stammen soll, Parallelen zur fiktiven Produktion auf. In diesem Zeitraum verkörperte Sinbad in einer Gastrolle in All That die Figur Sinboo, die orientalische Kleidung trägt und magische Fähigkeiten besitzt. Von 1992 bis 2000 liefen auf Cartoon Network alte Wiederholungen von Shazan, einer Hanna-Barbera-Zeichentrickserie, in der zwei Geschwister Abenteuer mit einem Flaschengeist erleben.
Auf Shazaam angesprochen erklärte O’Neal in einem Gespräch mit Yahoo, von besagtem Film noch nie gehört zu haben. Allerdings wäre er, wenn sich gegenwärtige Kinder dies wünschten, jederzeit bereit, seine alte Rolle als Kazaam wieder aufzunehmen und in einer neuen Produktion auf den von Sinbad gespielten Shazaam zu treffen.

## Synchronisation
| Rolle         | Darsteller       | Synchronsprecher |
| ------------- | ---------------- | ---------------- |
| Kazaam        | Shaquille O’Neal | Leon Boden       |
| Alice Connor  | Ally Walker      | Katja Brügger    |
| Nick Matteo   | James Acheson    | Lutz Schnell     |
| Travis O’Neil | John Costelloe   | Marco Kröger     |
| Malik         | Marshall Manesh  | Henry König      |